# India en los Juegos Olímpicos de Londres 1948
India estuvo representada en los Juegos Olímpicos de Londres 1948 por un total de 79 deportistas masculinos que compitieron en 10 deportes.

## Medallistas
El equipo olímpico indio obtuvo las siguientes medallas:
| Nombre | Deporte             | Competición |
| ------ | ------------------- | ----------- |
| Oro    |                     |             |
| Equipo | Hockey sobre hierba | Torneo M    |
| Plata  |                     |             |
| —      |                     |             |
| Bronce |                     |             |
| —      |                     |             |